# Leonberg (Baviera)
Leonberg es un municipio situado en el distrito de Tirschenreuth, en el estado federado de Baviera (Alemania). Tiene una población estimada, a fines de 2021, de 1016 habitantes.
Está ubicado al este del estado, en la región de Alto Palatinado, cerca de la orilla del río Waldnaab —uno de los cabeceras del río Naab, el cual es un afluente izquierdo del Danubio— y de la frontera con República Checa.